# Veľký Príslop
Veľký Príslop (polsky Wielki Przysłop, 1044 m n. m.) je hora v Kysuckých Beskydech na slovensko-polské státní hranici. Nachází se v hlavním hřebeni mezi vrcholy Malý Príslop (985 m) na severozápadě a Uplaz (1042 m) na jihu. Severovýchodním, východním a jihovýchodním směrem vybíhají z hory tři krátké rozsochy klesající do údolí říčky Rycerka. Západní svahy spadají do údolí potoka Oščadnica. Vrcholem hory prochází Hlavní evropské rozvodí, po východním úbočí vede dálková turistická trasa Główny Szlak Beskidzki.

## Přístup
- po červené  značce podél státní hranice z vrcholu Kykula nebo Veľká Rača, na vrchol nutno odbočit po neznačené cestě

## Související články

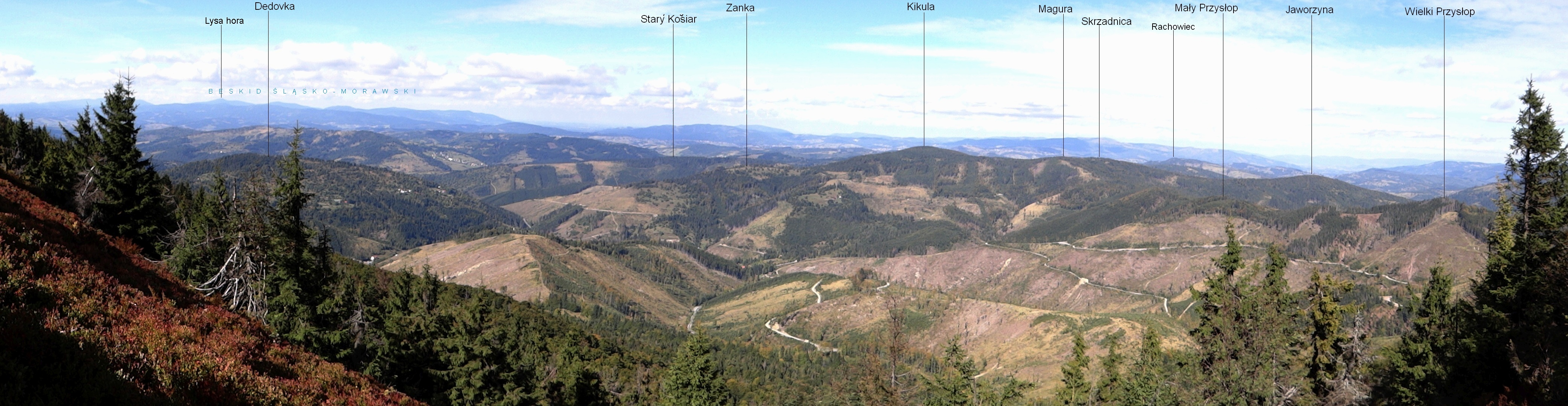
Veľký Príslop z Veľké Rači